# Armando Izzo
Armando Izzo (* 2. März 1992 in Neapel) ist ein italienischer Fußballspieler. Der Abwehrspieler steht aktuell bei der AC Monza unter Vertrag.

## Karriere

### Im Verein
Izzo wechselte 2006 von der ARCI Scampia in die Jugend der SSC Neapel, in der er bis 2011 aktiv war. Im selben Jahr wurde er in den Profikader übernommen, allerdings direkt an die US Triestina in die Lega Pro Prima Divisione verliehen. Während der bis zum 1. Dezember 2011 gültigen leihe absolvierte Izzo 13 Partien für Triestina und erzielte einen Treffer. Nach seiner Rückkehr hatte man in Neapel keine konkreten Pläne mit ihm und so wurde er am 1. Januar 2012 für 90.000 Euro an die AS Avellino 1912 verkauft. In der Rückrunde der Spielzeit 2011/12 kam Izzo noch zu sechs weiteren Einsätzen.
In der Folgesaison konnte sich Izzo im als Stammspieler etablieren. In der Meistersaison, womit der Aufstieg in die Serie B verbunden war, absolvierte er 22 Partien und erzielte einen Treffer. Auch in seiner ersten Zweitligaspielzeit war Izzo Stammspieler Avellinos. Er lief in 30 Spielen auf und schoss erneut ein Tor, zudem wurde der Klassenerhalt erreicht.
Aufgrund seiner Leistungen verpflichtete der Erstligist CFC Genua Izzo am 14. Juli 2014 für 200.000 Euro von Avellino. In seiner Premierensaison in der höchsten Liga Italiens kam Izzo auf insgesamt 20 Spiele, wobei ihm ein Treffer gelang. Am Ende der Spielzeit hatte sich Genua sportlich die Teilnahme an der 3. Qualifikationsrunde zur Europa League 2015/16 gesichert, durfte allerdings aufgrund fehlender UEFA-Lizenz nicht antreten. Seit 2018 steht er beim FC Turin unter Vertrag.
Im September 2022 wurde er für ein Jahr an Ligakonkurrent AC Monza verliehen. Zur Saison 2023/24 wechselte er fest nach Monza.

### In der Nationalmannschaft
Izzo wurde aufgrund seiner guten Leistungen in der Rückrunde seiner ersten Saison beim CFC Genua überraschend von Luigi Di Biagio in den Kader für U-21-Fußball-Europameisterschaft 2015 in Tschechien berufen. Er blieb allerdings ohne Einsatz und die Azzurrini schieden bereits in der Gruppenphase aus.
Im November 2016 wurde Izzo von Nationaltrainer Gian Piero Ventura in den Kader der italienischen Nationalmannschaft berufen, blieb jedoch ohne Einsatz. In der Folge gehörte er zunächst nicht mehr dem Kader an. Erst 2019 wurde er von Roberto Mancini erneut nominiert. In der Folge absolvierte er 2019 in der EM-Qualifikation drei Einsätze für die Squadra Azzurra. Seit November 2019 wurde er jedoch nicht mehr berücksichtigt.

## Spielweise
Izzo spielt trotz seiner relativ geringen Körpergröße von 1,83 Metern in der Innenverteidigung. Er gilt als robuster und zweikampfstarker Verteidiger, der aufgrund seiner hohen Sprungkraft auch in Kopfballduellen erfolgreich ist.

## Spielmanipulationsvorwürfe
2017 wurde Izzo wegen des Vorwurfs, im Jahr 2014 an der Manipulation eines Spiels seines damaligen Klubs AS Avelino beteiligt gewesen zu sein, sportgerichtlich mit einer Sperre von achtzehn Monaten und einer Geldstrafe von 50.000 Euro belegt. Diese Sperre wurde später auf sechs Monate und 30.000 Euro reduziert.
Wegen der Vorwürfe verurteilte ihn ein Strafgericht in Neapel im Mai 2023 zu einer fünfjährigen Haftstrafe. Seine Verteidiger kündigten an, gegen das Urteil in Berufung zu gehen.

## Erfolge
- Meister der Lega Pro Prima Divisione: 2012/13